# Jack Butland
Jack Butland (sinh ngày 10 tháng 3 năm 1993) là một cầu thủ bóng đá chuyên nghiệp người Anh thi đấu ở vị trí thủ môn cho câu lạc bộ Rangers tại giải bóng đá ngoại hạng Scotland. Anh chuyển đến Rangers vào tháng 7 năm 2023 theo dạng chuyển nhượng tự do.

## Sự nghiệp cầu thủ
Butland sinh ra ở Southmead, Bristol, và lớn lên ở Clevedon gần đó, nơi anh theo học trường tiểu học Yeo Moor và trường Clevedon Community School.
Butland gia nhập Manchester United dưới dạng cho mượn vào ngày 6 tháng 1 năm 2023 trong phần còn lại của mùa giải 2022–23.

## Thống kê sự nghiệp

### Câu lạc bộ
Tính đến Tính đến trận đấu diễn ra ngày 19 tháng 5 năm 2022
| Birmingham City              | 2011–12             | Championship        | 0   | 0 | 0  | 0 | — | — | 0 | 0 | 0   | 0 |
| Birmingham City              | 2012–13             | Championship        | 46  | 0 | 0  | 0 | 0 | 0 | — | — | 46  | 0 |
| Birmingham City              | Tổng cộng           | Tổng cộng           | 46  | 0 | 0  | 0 | 0 | 0 | 0 | 0 | 46  | 0 |
| Cheltenham Town (cho mượn)   | 2011–12             | League Two          | 24  | 0 | —  | — | — | — | — | — | 24  | 0 |
| Stoke City                   | 2013–14             | Premier League      | 3   | 0 | 1  | 0 | 0 | 0 | — | — | 4   | 0 |
| Stoke City                   | 2014–15             | Premier League      | 3   | 0 | 3  | 0 | 2 | 0 | — | — | 8   | 0 |
| Stoke City                   | 2015–16             | Premier League      | 31  | 0 | 0  | 0 | 4 | 0 | — | — | 35  | 0 |
| Stoke City                   | 2016–17             | Premier League      | 5   | 0 | 0  | 0 | 0 | 0 | — | — | 5   | 0 |
| Stoke City                   | 2017–18             | Premier League      | 35  | 0 | 1  | 0 | 0 | 0 | — | — | 36  | 0 |
| Stoke City                   | 2018–19             | Championship        | 45  | 0 | 0  | 0 | 0 | 0 | — | — | 45  | 0 |
| Stoke City                   | 2019–20             | Championship        | 35  | 0 | 0  | 0 | 1 | 0 | — | — | 36  | 0 |
| Stoke City                   | 2020–21             | Championship        | 0   | 0 | —  | — | 0 | 0 | — | — | 0   | 0 |
| Stoke City                   | Tổng cộng           | Tổng cộng           | 157 | 0 | 5  | 0 | 7 | 0 | — | — | 169 | 0 |
| Barnsley (cho mượn)          | 2013–14             | Championship        | 13  | 0 | —  | — | — | — | — | — | 13  | 0 |
| Leeds United (cho mượn)      | 2013–14             | Championship        | 16  | 0 | —  | — | — | — | — | — | 16  | 0 |
| Derby County (cho mượn)      | 2014–15             | Championship        | 6   | 0 | —  | — | — | — | — | — | 6   | 0 |
| Crystal Palace               | 2020–21             | Premier League      | 1   | 0 | 1  | 0 | — | — | — | — | 2   | 0 |
| Crystal Palace               | 2021–22             | Premier League      | 9   | 0 | 5  | 0 | 1 | 0 | — | — | 15  | 0 |
| Crystal Palace               | 2022–23             | Premier League      | 0   | 0 | 0  | 0 | — | — | — | — | 0   | 0 |
| Crystal Palace               | Tổng cộng           | Tổng cộng           | 10  | 0 | 6  | 0 | 1 | 0 | — | — | 17  | 0 |
| Manchester United (cho mượn) | 2022–23             | Premier League      | 0   | 0 | 0  | 0 | 0 | 0 | 0 | 0 | 0   | 0 |
| Tổng cộng sự nghiệp          | Tổng cộng sự nghiệp | Tổng cộng sự nghiệp | 272 | 0 | 11 | 0 | 8 | 0 | 0 | 0 | 291 | 0 |

### Quốc tế
Tính đến ính đến trận đấu diễn ra ngày 11 tháng 9 năm 2018
| Đội tuyển Quốc gia | Năm       | Số trận | Số bàn thắng |
| ------------------ | --------- | ------- | ------------ |
| tuyển Anh          | 2012      | 1       | 0            |
| tuyển Anh          | 2015      | 2       | 0            |
| tuyển Anh          | 2016      | 1       | 0            |
| tuyển Anh          | 2017      | 2       | 0            |
| tuyển Anh          | 2018      | 3       | 0            |
| Tổng cộng          | Tổng cộng | 9       | 0            |